# Cosmos 482
Cosmos 482 (en russe : Космос 482) est une sonde spatiale lancée le 31 mars 1972, et destinée à atteindre Vénus dans le cadre du programme Venera. Elle ne réussit pas à quitter l’orbite basse terrestre et tombe dans l'océan Indien le 10 mai 2025, après 53 ans d'errance en orbite.

## Contexte
À partir de 1962, le nom de Cosmos est attribué aux engins spatiaux soviétiques qui sont sur une orbite terrestre, que ce soit leur destination finale ou non. La désignation de cette mission comme sonde planétaire est basée sur des preuves provenant de sources soviétiques et non soviétiques et de documents historiques.
Typiquement, les missions planétaires soviétiques étaient constituées d'une plate-forme de lancement secondaire avec un moteur-fusée et la sonde attachée sur celle-ci. Elles étaient tout d'abord placées sur une orbite d'attente terrestre. Les sondes étaient ensuite dirigées vers leur cible grâce à l'allumage du moteur-fusée pendant une durée d’environ 4 minutes. En cas d'incident lors de ce lancement secondaire, les sondes pouvaient rester en orbite terrestre et recevaient dès lors une désignation Cosmos.

## Historique

### Conception
Le module d'atterrissage pèse 495 kg et est conçu pour résister à une accélération de 300 g et à une pression de 100 atmosphères dans le but de pénétrer l’atmosphère de Vénus.

### Lancement
Cosmos 482 est lancé par un lanceur Molniya le 31 mars 1972 à 4 h 2 min 33 s UTC, quatre jours après la sonde atmosphérique Venera 8. Sa conception et son plan de mission devaient sans doute être similaires. Après avoir atteint son orbite d'attente terrestre, la sonde a apparemment tenté de se diriger vers une trajectoire de transfert à destination de Vénus. Elle s'est séparée en quatre morceaux, dont deux sont restés en orbite basse terrestre et se sont désintégrés sous 48 heures dans le sud de la Nouvelle-Zélande et deux autres se sont retrouvés sur une orbite plus haute, 210 × 9 800 km. Une minuterie mal réglée a provoqué l'arrêt prématuré de l'étage Bloc L, empêchant ainsi la sonde de quitter l'orbite basse terrestre.

### Rentrée atmosphérique partielle
À 1 h 0 néo-zélandaise, le 3 avril 1972, quatre sphères en alliage de titane, de 13,6 kg, ont atterri dans un cercle de 16 km de rayon, tout près d'Ashburton, en Nouvelle-Zélande (connu sous le nom d’incident d'Ashburton). Les sphères de 38 cm de diamètre ont endommagé des cultures et creusé de profonds trous dans le sol. Personne n'a été blessé. Un objet de forme similaire a été découvert près d’Eiffelton, en Nouvelle-Zélande, en 1978.
La loi sur l’espace exige que les débris spatiaux soient restitués à leur propriétaire national, mais les Soviétiques ont nié toute connaissance ou propriété du satellite. La propriété est donc revenue à l'agriculteur qui possédait le terrain sur lequel le satellite est tombé. Les scientifiques néo-zélandais ont analysé en détail Cosmos 482 et ont déterminé que les débris étaient d’origine soviétique en raison de marques de fabrication et du soudage de haute technologie du titane. Les scientifiques ont conclu qu'il s'agissait probablement de réservoirs de gaz pressurisés, utilisés dans les moteurs fusées pour le lancement de satellites ou d'un véhicule spatial en orbite, et qui sont retombés dans l'atmosphère.

### Partie errante en orbite
En 2011, Ralf Vandebergh, un photographe et astronome néerlandais, observe le satellite grâce à son télescope de 25 cm de diamètre. Les images permettent de voir une structure allongée, ce qui semble être la structure principale de la sonde spatiale. Il semblerait que 40 à 50 % du satellite soit toujours en orbite,. Les dernières observations montrent que l'objet est dense, ce qui laisse penser, sans certitude, qu'il s'agit du module de descente atmosphérique prévu pour résister à la ré-entrée dans l'atmosphère de Vénus. S'il s'agit bien de celui-ci, il pourrait résister à une rentrée atmosphérique.
En 2022, sur la base de plusieurs mesures photométriques et des modèles atmosphériques, le chercheur néerlandais Marco Langbroek remet en cause les conclusions de Ralf Vandebergh. Selon lui, seul le module de descente serait encore en orbite, la forme allongée vue par l'astronome amateur néerlandais étant liée à la faible résolution de son télescope ainsi qu'à des prises de vues fortement dégradées par l'atmosphère terrestre et stabilisées manuellement. Avec ces nouvelles hypothèses, la rentrée devrait s'effectuer entre fin 2024 et fin 2026, avec une fenêtre d'incertitude de 20 % sur cette période. Le module devrait résister à la rentrée mais il est peu probable que le système de parachutes soit fonctionnel après avoir passé plus de 50 ans dans l'espace. L'inclinaison étant de 52 degrés, le module peut retomber entre les latitudes −52 et +52 degrés, soit une bonne partie de l'Europe, de l'Asie, de l'Afrique et de l'Amérique.

### Chute finale
Le 10 mai 2025, l'Agence spatiale européenne (ESA) indique que Cosmos 482 n'a pas été détectée par radar lors d'un passage prévu au-dessus de l'Allemagne à 7 h 32 UTC (9 h 32 heure d'été d'Europe centrale). Dans la journée, l'agence spatiale russe Roscosmos communique que l'atterrisseur est retombé sans danger dans l’océan Indien à 6 h 24 UTC, à l’ouest de Jakarta, en Indonésie.
La localisation n'est pas confirmée : l'ESA pense que c'est plutôt au sud-ouest de l'Australie, et pour les Américains, ce serait dans le Pacifique.
Si la sonde repose sur le fond océanique, il est très peu probable qu'on la retrouve un jour.